# Juniper Beach Park
Juniper Beach Park är en park i Kanada.   Den ligger i provinsen British Columbia, i den södra delen av landet, 3 400 km väster om huvudstaden Ottawa. Juniper Beach Park ligger 330 meter över havet.
Terrängen runt Juniper Beach Park är huvudsakligen lite bergig. Juniper Beach Park ligger nere i en dal som går i öst-västlig riktning. Trakten runt Juniper Beach Park är nära nog obefolkad, med mindre än två invånare per kvadratkilometer.. Närmaste större samhälle är Ashcroft, 15,4 km sydväst om Juniper Beach Park.
Trakten runt Juniper Beach Park består i huvudsak av gräsmarker.